# Deutsche Mythologie
Deutsche Mythologie ist der Titel eines Buches des Germanisten und Volkskundlers Jacob Grimm, das 1835 in der Dieterich’schen Verlagsbuchhandlung in Göttingen erschien. 

## Inhalt
Jacob Grimm versuchte in Deutsche Mythologie die Mythologie der Germanen über Märchen, Rechtsaltertümer und Volksbräuche zu rekonstruieren. „Aller sage grund ist der mythos“ behauptet der Autor. Die Sage sei zwar allgemeiner und unsteter als die Geschichte, habe dafür aber größere zeitliche Tiefe (ibd.). „Wo ferne ereignisse verloren gegangen wären im dunkel der zeit da bindet sich die sage mit ihnen und weiß einen theil davon zu hegen wo der mythus geschwächt ist und zerrinnen will da wird ihm die geschichte zur stütze.“ Aus dem Zusammenspiel von Mythos und Geschichte entstehe dann das Epos. Grimm argumentiert für eine Identität der nordischen und deutschen Götterlehre.
Das Buch ist dem Historiker Friedrich Christoph Dahlmann gewidmet. In seinem Vorwort bedankt sich Grimm auch bei John Kemble und Wilhelm Wackernagel für ihre Hilfe.

## Methode
Aus der Tatsache, dass die mythologische Überlieferung in Skandinavien viel reicher ist als in Deutschland, habe man den falschen Schluss gezogen, dass in Germanien keine Götterverehrung stattgefunden habe. Um diese falsche Deutung auszurotten „habe ich wol eingesehn daß ich nicht von einer darstellung der nordischen fülle vielmehr der deutschen armut ausgehend ähren lesen muste keine garben schneiden durfte erst aus solchen ähren und ihren körnern habe ich nahrung zu gewinnen und Schlüsse zu ziehen gewagt es ist dadurch aller bei sonderheit wie ich hoffe das recht gewahrt worden.“ So könne die deutsche Überlieferung „unschätzbaren aufschlüsse über den zusammenhang seiner mythentrümmer dadurch dem reicheren Norden vergelten daß es ihm ältere historische zeugen für die jüngere niederschreibung an hand liefert.“
Als Quelle verwendet Grimm Überlieferungen römischer Autoren, Heiligenlegenden und Volkssagen. In den Sagen ist zwar mit Entstellung zu rechnen, „die genaueren fugen des mythus [sind] gesprungen“, aber „die wahrheit der grundbedeutung kann sich unverdorben bewahrt haben“.

## Ausgaben
- Deutsche Mythologie. Dieterich’sche Buchhandlung, Göttingen 1835 (Digitalisat im Internet Archive).
- Deutsche Mythologie, 2. Ausgabe. 
  - Band 1. Dieterich’sche Buchhandlung, Göttingen 1844 (Digitalisat im Internet Archive).
  - Band 2. Dieterich’sche Buchhandlung, Göttingen 1844 (Digitalisat im Internet Archive).
- Deutsche Mythologie, 3. Ausgabe. 
  - Band 1. Dieterich’sche Buchhandlung, Göttingen 1854 (Digitalisat bei Google Books).
  - Band 2. Dieterich’sche Buchhandlung, Göttingen 1854 (Digitalisat bei Google Books).
- Deutsche Mythologie, 4. Ausgabe. Herausgegeben von Elard Hugo Meyer.
  - Band 1. Ferdinand Dümmlers Verlagsbuchhandlung, Berlin 1875 (Digitalisat im Internet Archive).
  - Band 2. Ferdinand Dümmlers Verlagsbuchhandlung, Berlin 1876 (Digitalisat im Internet Archive).
  - Band 3. Nachträge und Anhang. Ferdinand Dümmlers Verlagsbuchhandlung, Berlin 1878. (Digitalisat im Internet Archive).